# تنهاکلا (آمل)
تنهاکلا ، روستایی از توابع بخش دابودشت شهرستان آمل در استان مازندران ایران است.

## جمعیت
این روستا در دهستان دابوی جنوبی قرار دارد و براساس سرشماری مرکز آمار ایران در سال ۱۳۸۵، جمعیت آن ۴۴۷ نفر (۱۰۸خانوار) بوده‌است.